# Sultana Kamal
Sultana Kamal est une avocate bangladaise et militante des droits de l'homme. Elle est directrice exécutive de Ain o Salish Kendra (en), une organisation de défense des droits civiques,. En 2006, elle a été conseillère auprès du gouvernement intérimaire du Bangladesh dirigé par le président Iajuddin Ahmed pendant la crise politique bangladaise 2006-2008. Kamal, ainsi que trois autres conseillers, ont démissionné du gouvernement intérimaire. Sa mère, Sufia Kamal, a participé à la guerre de libération du Bangladesh.